# ドレーナ
ドレーナ（イタリア語: Drena）は、イタリア共和国トレンティーノ＝アルト・アディジェ州トレント自治県にある、人口約600人の基礎自治体（コムーネ）。

## 地理

### 位置・広がり
トレント自治県南西部に位置するコムーネ。リーヴァ・デル・ガルダから北東へ12km、県都トレントから南西へ18kmの距離にある。

#### 隣接コムーネ
隣接するコムーネは以下の通り。
- アルコ
- カヴェーディネ
- ドロ
- ヴィッラ・ラガリーナ

## 行政

### Comunita di valle
トレント自治県が設置した広域行政組織 Comunita di valle 「アルト・ガルダ・エ・レードロ」 (it:Comunità Alto Garda e Ledro)  （事務所所在地: リーヴァ・デル・ガルダ）に属する。